# Reformierte Kirche Fex Crasta

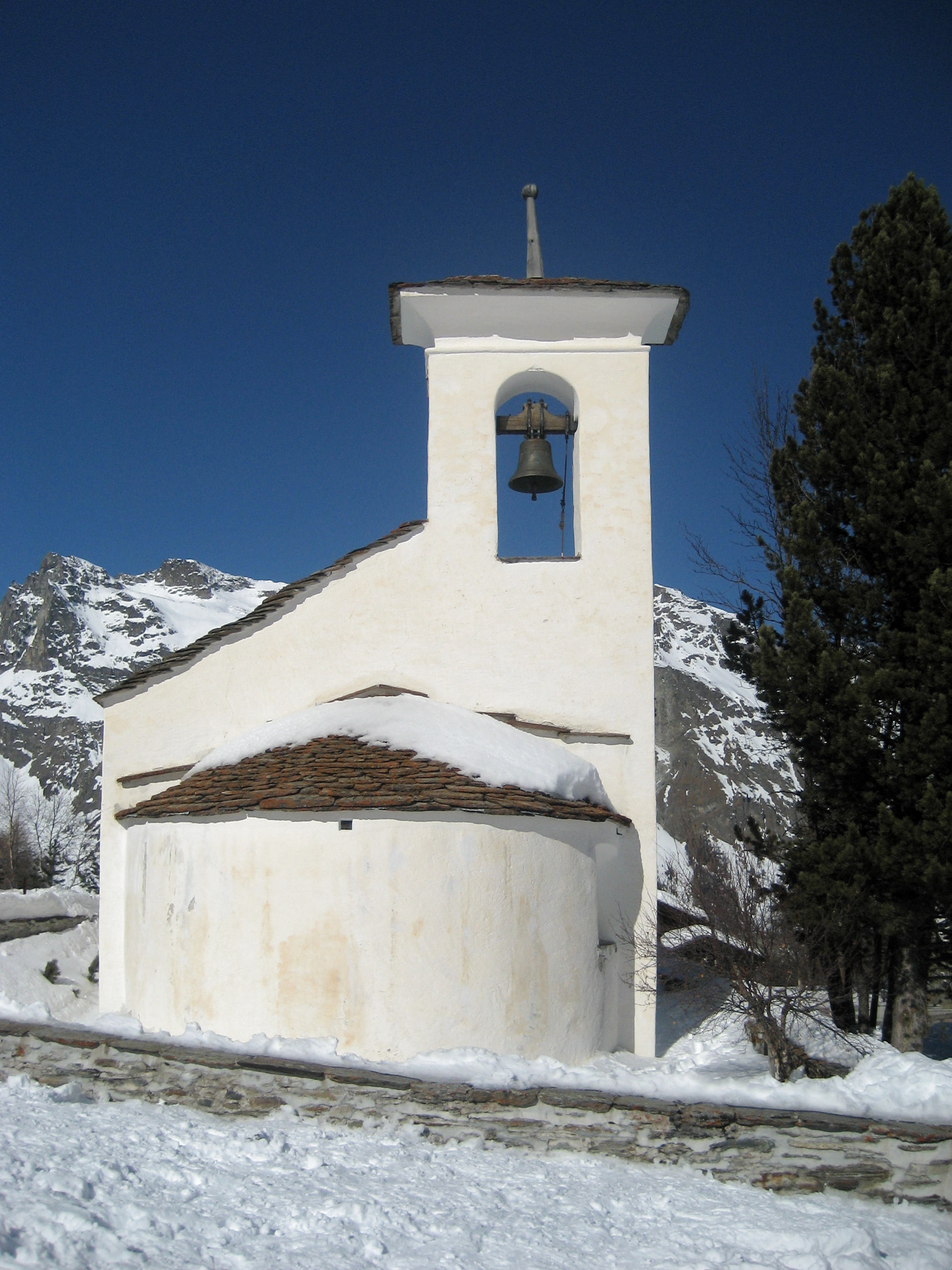
Kirche in Fex Crasta, Turm mit offener Glockenstube

Die reformierte Kirche in Fex Crasta ist ein evangelisch-reformiertes Gotteshaus unter dem Denkmalschutz des Kantons Graubünden. Bekannt ist sie wegen ihres den gesamten Chor überziehenden Freskenreichtums. International bekannt ist sie auch unter Modelleisenbahnfreunden, da die Firma Faller einen Modellbausatz dieser Kirche anbietet.
Auf deren Friedhof ist die Urne des Dirigenten Claudio Abbado beigesetzt.

## Geschichte und Ausstattung
Die Kirche wurde Ende des 15. Jahrhunderts errichtet und unter das Patrozinium der heiligen Margareta von Antiochia gestellt. Im Jahr 1511 wurde die Apsis vollständig ausgemalt: In der Mitte Gottvater, vor ihm der Gekreuzigte und die Taube des Heiligen Geistes, das Ganze umgeben von der Mandorla und den vier Evangelistensymbolen. Links drei heilige Jungfrauen und Märtyrerinnen vor Maria mit dem Kind. Rechts als Votivbild die Loreto-Maria, darunter die Stifterinschrift. Bereits 1522 nahm das Fextal die Reformation an, so dass der Sakralbau zur reformierten Predigtkirche wurde. Die Fresken fielen dem Bildersturm zum Opfer und wurden vollständig mit einer Deckschicht übertüncht. Erst im 20. Jahrhundert wurden sie wieder freigelegt und restauriert.

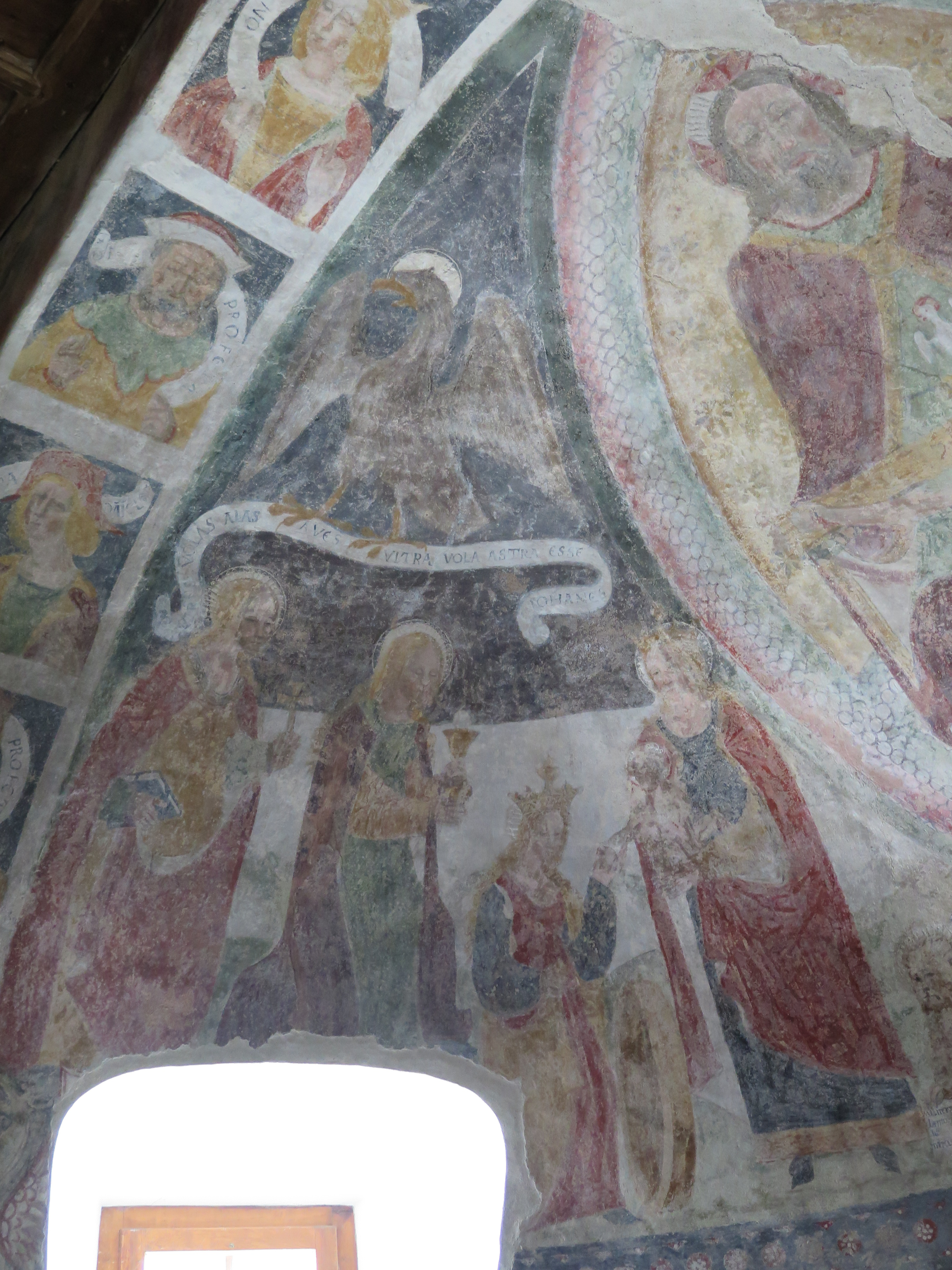
Fresken in der Apsis links
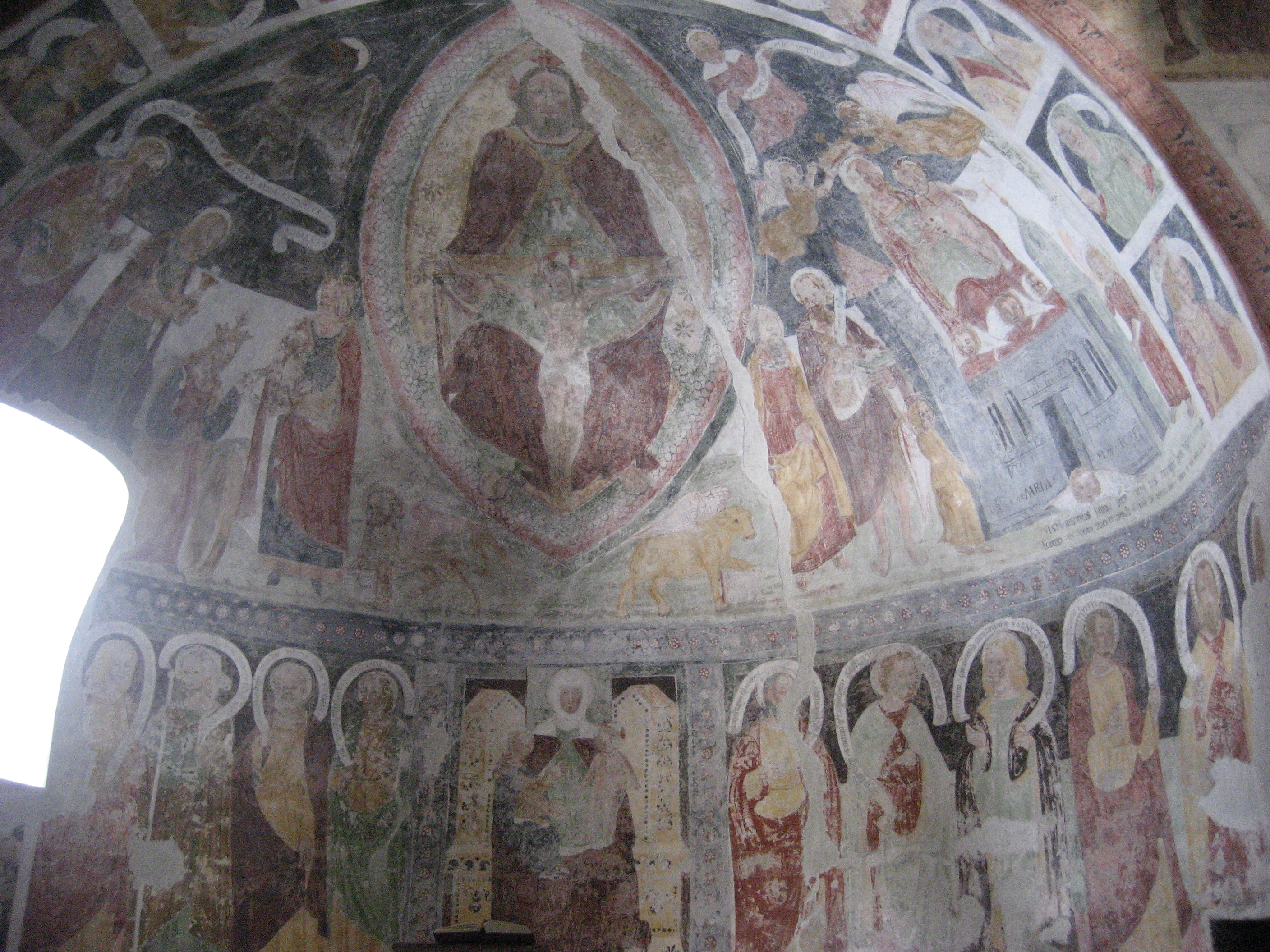
Fresken in der Apsis, Mitte
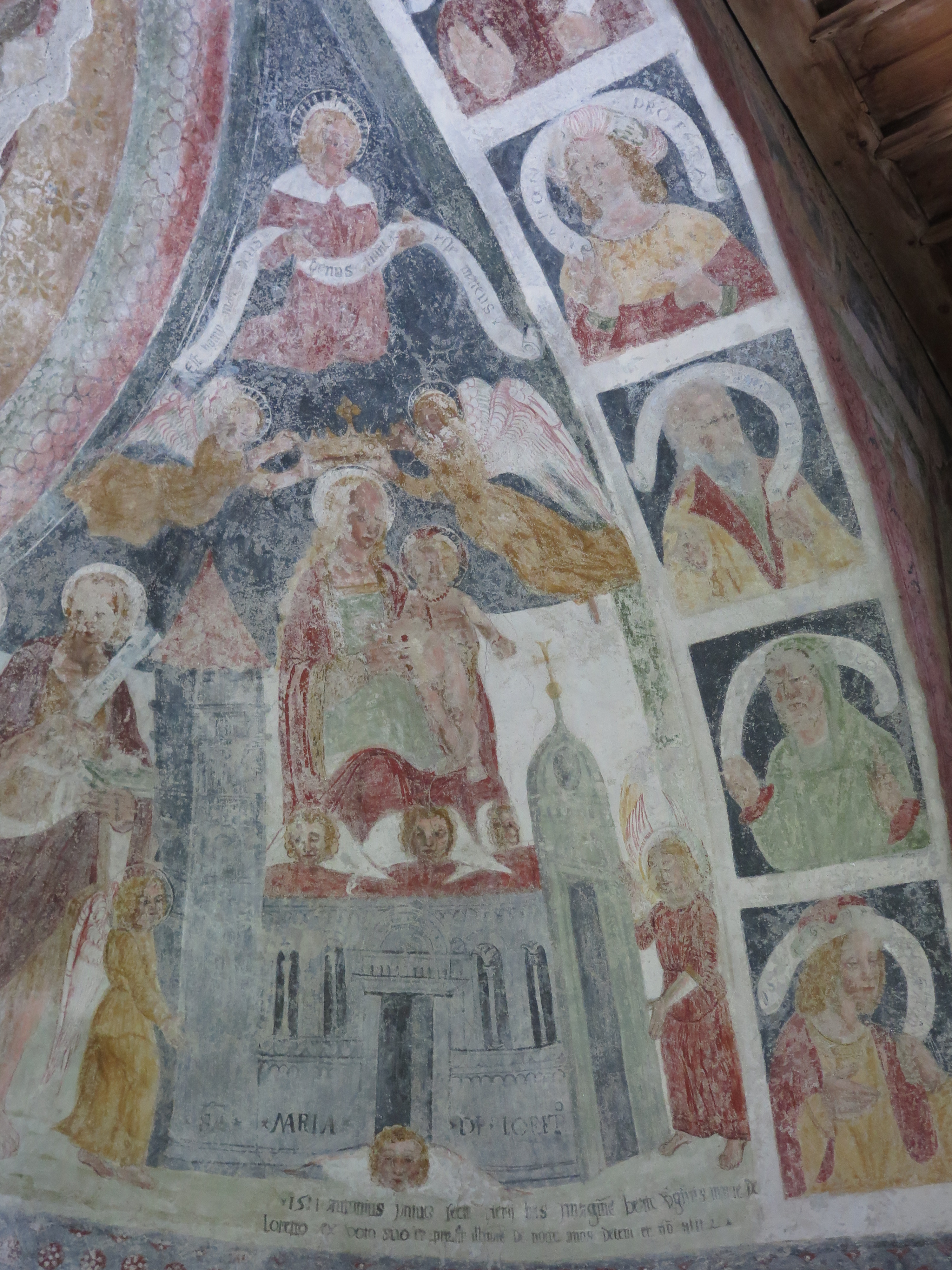
Fresken in der Apsis rechts

### Orgel
Die Brüstungsorgel auf der Empore, erbaut 1981 durch Orgelbau Felsberg, weist folgende Disposition auf:
- Cuverna 8′
- Flöta da channa 4′
- Principal 2′
- Quinta minor

Tonumfang: C–f2; mechanische Traktur; Kalkantenbetrieb

## Kirchliche Organisation
Die Evangelisch-reformierte Landeskirche Graubünden führt Fex Crasta als eine Predigtstätte der Kirchgemeinde Oberengadin (romanisch: Baselgia evangelica-refurmeda Engiadin'Ota), umgangssprachlich Refurmo genannt.

## Belege
1. ↑  FALLER – Kirche Sils-Maria
2. ↑  Emil Maurer: Kunstführer Oberengadin. Gesellschaft für Schweizerische Kunstgeschichte, Bern 1984, ISBN 3-7170-0201-5, S. 29–30.

Koordinaten: 46° 24′ 49,8″ N, 9° 45′ 54,3″ O; CH1903: 778848 / 142927